# Smicrolius parvicalcar
Smicrolius parvicalcar är en stekelart som först beskrevs av Thomson 1894.  Smicrolius parvicalcar ingår i släktet Smicrolius och familjen brokparasitsteklar. Arten är reproducerande i Sverige. Inga underarter finns listade i Catalogue of Life.